# GP39型柴油机车
GP39型柴油机车是美国通用汽车易安迪公司（GM-EMD）在1968年推出的一款柴油机车，主要竞争对象是通用电气公司的U23B型柴油机车。
1965年，易安迪公司宣布同时推出9款标准型柴油机车，这一系列的机车实现了高度的标准化，全部采用全新的645系列柴油机，功率等级范围为1000～6000马力，包括装用16缸涡轮增压发动机、3000马力等级的GP40、SD40型柴油机车，装用16缸机械增压发动机、2000马力等级的GP38、SD38型柴油机车，以及装用20缸涡轮增压发动机、3600马力等级的SD45型柴油机车；3000马力以上的车型均采用交流牵引发电机，而3000马力以下的车型则采用传统的直流牵引发电机。
1968年，为了填补2000马力～3000马力之间的产品空档，易安迪公司为标准型柴油机车家族增加了两个新成员，推出了装用12缸涡轮增压发动机、交—直流电传动装置、2,300马力等级的GP39、SD39型柴油机车。1969年6月至1970年7月，易安迪公司制造了共21台GP39型柴油机车，主要用户包括切萨皮克与俄亥俄铁路、亚特兰大和圣安德鲁斯湾铁路。除此之外，易安迪亦为肯尼科特犹他铜业制造了2台GP39DC型柴油机车，这款机车除了改用D32型直流牵引发电机外，其他部分均与GP39型柴油机车相同。
GP39型柴油机车是干线货运用的四轴柴油机车，采用单司机室、底架承载结构、双侧外走廊的罩式车体，车体上部自前向后由电气室、司机室、动力室、冷却室四部分组成。动力装置为一台12气缸、二冲程、水冷式、涡轮增压的12-645E3型柴油机。传动系统采用交—直流电传动，柴油机输出轴通过联轴器驱动一台AR10型交流发电机，发出的交流电通过大功率硅整流装置转换为直流电，然后供给四台D77型直流牵引电动机。牵引电动机采用轴悬式驱动方式，牵引齿轮传动比为4.13（62：15）。